# Vân Tương truyện
Vân Tương truyện là một bộ phim truyền hình cổ trang Trung Quốc được công chiếu vào năm 2023. Phim được chuyển thể từ tiểu thuyết ''Thiên Môn'' của nhà văn Phương Bạch Vũ, do Do Đạt Chí đạo diễn, Trần Hiểu và Mao Hiểu Đồng đóng vai chính. Phim được phát sóng trên iQiyi và Tencent Video vào ngày 1 tháng 5 năm 2023.

## Nội dung
Câu chuyện xoay quanh nhân vật Vân Tương (do Trần Hiểu thủ vai) - một đệ tử của Vân Đài và hành trình bước ra "giang hồ" sau mười năm khổ luyện. Trong quá trình đó, Vân Tương gặp Thư Á Nam (do Mao Hiểu Đồng thủ vai) - một nữ tử thông minh lanh lợi, võ nghệ cao cường. Cả hai nảy sinh tình cảm và cùng nhau phá án. Điều tra về thảm án diệt môn của gia tộc mình mười lăm năm trước, Vân Tương tìm ra sự thật kinh hoàng có liên quan đến Vân Đài và quyết định đứng lên bảo vệ chính nghĩa bằng cả trái tim mình, ngay cả khi phải trả giá bằng cả tính mạng.

## Diễn viên

### Nhân vật chính
| Diễn viên     | Vai                                | Giới thiệu |
| ------------- | ---------------------------------- | --- |
| Trần Hiểu     | Vân Tương (tên thật: Lạc Văn Giai) | Ba mươi tuổi, Vân Tương mắt sáng tay nhanh, có tài hùng biện, trí tuệ vô song, gồm tài thao lược, bề ngoài có vẻ yếm thế nhưng thực chất lại đa nghi nhạy cảm, mưu cao kế hiểm. Là người có lý tưởng cao cả, táo bạo và sâu sắc, "lòng mang thiên hạ". Mặc dù trải nhiều thăng trầm, Vân Tương không mù quáng vì thù hận, mà luôn đặt chính nghĩa của gia đình và đất nước trong tim, bảo vệ công lý, trừng trị và tiêu diệt cái ác bằng chính sức mạnh của mình, giải quyết những rắc rối bên trong và bên ngoài, và phá vỡ mọi âm mưu của kẻ địch. |
| Mao Hiểu Đồng | Thư Á Nam (tên thật : Khấu Liên Y) | Hai mươi chín tuổi, một nữ hiệp mạnh mẽ. Cô thực chất là đại tiểu thư của phái Lăng Uyên, con gái lớn của Khấu Diên, các chủ Lăng Uyên các. Thư Á Nam cực kỳ thông minh, võ công xuất chúng, mạnh mẽ quyết đoán. Khi bắt đầu tiếp xúc với Văn Tương, cô có ý muốn lợi dụng nhưng cuối cùng lại yêu anh. |

### Diễn viên khác
| Diễn viên        | Vai                        | Giới thiệu |
| ---------------- | -------------------------- | --- |
| Đường Hiểu Thiên | Tô Minh Ngọc               | Hai mươi lăm tuổi. Là nhị thiếu gia của một đại gia đình quý tộc nổi tiếng nhất ở Nam Đô, giàu có, gia giáo, coi trọng tình yêu và tình bạn, bản tính đơn giản, ghét kinh doanh, luôn khao khát "xông pha giang hồ".                                                                                      |
| Hứa Linh Nguyệt  | Kha Mộng Lan               | Hai mươi bốn tuổi, nhà cái nổi tiếng, Nam Đô tuyệt sắc giai nhân, có cả phong thái lẫn thực lực. Tuy xuất thân thấp hèn nhưng kiên cường chính trực, không phục kẻ quyền thế. |
| Lưu Quán Lâm     | Kim Bưu (Kim "mười lượng") | Ba mươi lăm tuổi, đao khách giang hồ, võ công tuyệt đỉnh, được xưng là đệ nhất đao khách Dương Châu. Thoạt nhìn hung dữ nhưng thực ra rất chính nghĩa, luôn hết mình vì mọi người xung quanh. Thỉnh thoảng đa tình, thích rượu và tiền, nhưng dũng cảm và dịu dàng, yêu trẻ nhỏ, luôn giúp đỡ trẻ mồ côi. |
| Quách Y Lâm      | Thiên Hồ                   | Tỳ nữ tuỳ thân của Kha Mộng Lan, có mối quan hệ tình cảm với Kim Bưu. Nhỏ bé nhưng quyết liệt, sẵn sàng hi sinh vì đại cục, trải qua những lần cửu tử nhất sinh trong hành trình trừ gian diệt ác. |
| Huệ Anh Hồng     | Khấu Diên                  | Các chủ Lăng Uyên, trái tim sắt đá thủ đoạn tàn nhẫn lôi đình, vì sự nghiệp mà gần như không quan tâm, để 2 người con "tự sinh tự diệt" cho đến lúc trưởng thành. |
| Phùng Kiến Vũ    | Khấu Nguyên Kiệt           | Nhị thiếu chủ Lăng Uyên, thủ đoạn tàn nhẫn ác độc, bất chấp tất cả. |
| Vương Kim Tùng   | Thích Thiên Phong          | Năm mươi tuổi, bang chủ Tào Bang. Dựng cơ đồ từ hai bàn tay trắng, trông có vẻ lạnh lùng gầy gò, ít nói, nhưng thực chất là người cực kì tàn nhẫn và dã tâm, võ công tuyệt đỉnh. Tuy vậy, luôn tử tế và tình nghĩa với các thuộc hạ trong bang.                                                           |
| Lưu Di           | Đường Tiếu                 | Trùm các sòng bạc ở Nam Đô, phụ trách rửa bạc cho Lăng Uyên ở Nam Đô |
| Hoàng tử A       | Mị Châu                    | Cận vệ của Đường Tiếu |
| Vương Húc Đông   | A Trung                    | Cận vệ của Đường Tiếu |
| Tần Lam          | Tô Hoài Nhu                | Ba mươi lăm tuổi, đại tỷ của Tô Minh Ngọc, đương kim gia chủ Tô gia - gia tộc có mối buôn bán tơ lụa nhiều đời với Hoàng Gia. Điềm tĩnh tao nhã, tính tình ôn hòa, cực kỳ thông minh, biết phân biệt phải trái.                                                                                           |
| Huỳnh Hải Băng   | Tiền Vinh                  | Quản gia Tô gia. Hành động điềm tĩnh, tuyệt đối trung thành, đã phụ tá hai thế hệ gia chủ Tô gia, là người thân cận nhất và có mối quan hệ tình cảm với Tô Hoài Nhu. |
| Nguyễn Thắng Văn | Diêm Lỗ Dương              | |
| Lý Hồng Đào      | Phúc Vương                 | Tứ đệ của hoàng thượng, bất mãn vì năm xưa bị hoàng thượng lưu đày nên âm thầm lập mưu nổi dậy tạo phản. Là môn chủ ẩn danh thật sự của phái Vân Đài. |
| Nhiễm Húc        | Nam Cung Phóng             | Người nắm giữ thế lực lớn và vị trí cao trong Lăng Uyên, là mối đe doạ mà Khấu gia muốn diệt trừ |

## Phát sóng
| Kênh          | Địa điểm   | Ngày phát sóng                          | Lịch phát sóng |
| ------------- | ---------- | --------------------------------------- | --- |
| IQIYI         | Trung Quốc | 1 tháng 5 năm 2023 - 4 tháng 6 năm 2023 | Thành viên Tuần đầu mỗi ngày cập nhật 2 tập, tuần đầu cập nhật 6 tập. Từ ngày 9/5, từ thứ 5 đến chủ nhật hàng tuần mỗi ngày cập nhật 2 tập. Không phải thành viên 1 tập/ ngày từ thứ 5 đến Chủ Nhật |
| Video Tencent | Trung Quốc | 1 tháng 5 năm 2023 - 4 tháng 6 năm 2023 | Thành viên Tuần đầu mỗi ngày cập nhật 2 tập, tuần đầu cập nhật 6 tập. Từ ngày 9/5, từ thứ 5 đến chủ nhật hàng tuần mỗi ngày cập nhật 2 tập. Không phải thành viên 1 tập/ ngày từ thứ 5 đến Chủ Nhật |
| IQIYI Quốc Tế | Nước ngoài | 1 tháng 5 năm 2023 - 4 tháng 6 năm 2023 | Thành viên Tuần đầu mỗi ngày cập nhật 2 tập, tuần đầu cập nhật 6 tập. Từ ngày 9/5, từ thứ 5 đến chủ nhật hàng tuần mỗi ngày cập nhật 2 tập. Không phải thành viên 1 tập/ ngày từ thứ 5 đến Chủ Nhật |

## Nhạc phim
| 《云襄传》电视剧原声带 | 《云襄传》电视剧原声带 | 《云襄传》电视剧原声带 | 《云襄传》电视剧原声带 | 《云襄传》电视剧原声带 | 《云襄传》电视剧原声带 |
| STT                    | Nhan đề                | Phổ lời                | Phổ nhạc               | 演唱                   | Thời lượng             |
| ---------------------- | ---------------------- | ---------------------- | ---------------------- | ---------------------- | ---------------------- |
| 1.                     | "云字诀" (主题曲)      | 二白@万物和声          | 翟子千                 | 摩登兄弟刘宇宁         |                        |
| 2.                     | "心门" (插曲/片尾曲)   | 汪苏泷                 | 汪苏泷                 | 汪苏泷                 |                        |
| 3.                     | "幻梦" (插曲)          | 赵素冰                 | 姜海威/芦全瑞          | 不才                   |                        |